# Congress-Centrum Saar

Logo

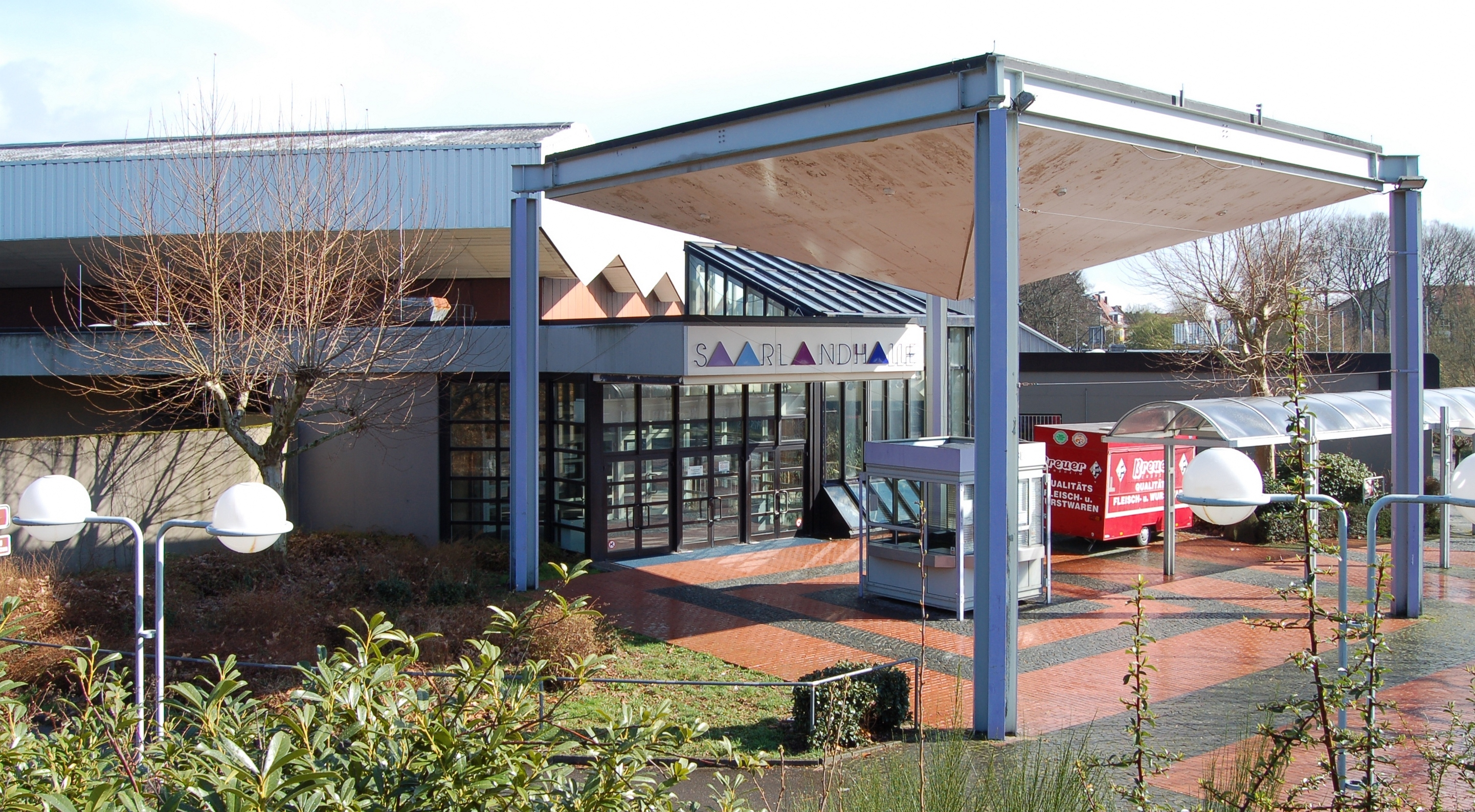
Saarlandhalle (Haupteingang)

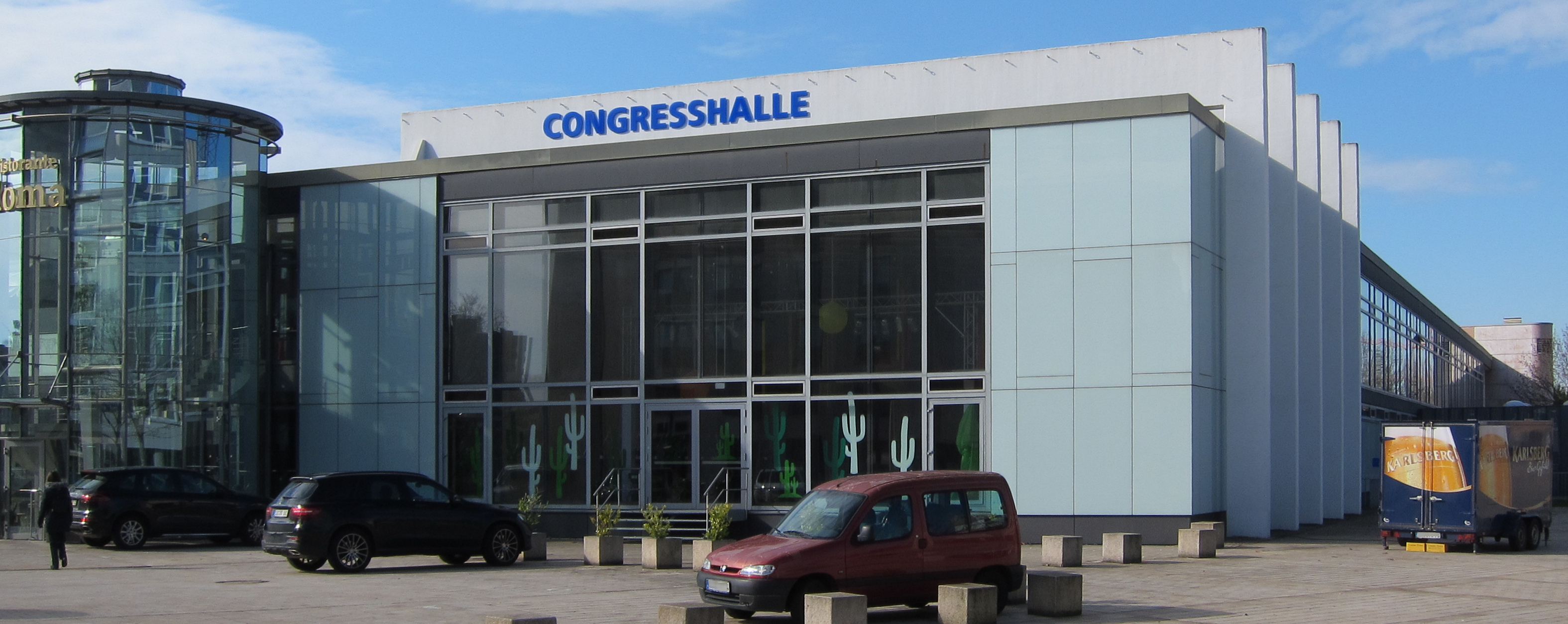
Congresshalle

Die Congress-Centrum Saar GmbH (CCS) ist die Betreibergesellschaft der beiden Veranstaltungshallen Congresshalle und Saarlandhalle in Saarbrücken. Die beiden Hallen gehören zu den größten Veranstaltungsstätten des Saarlandes.  Das CCS ist ein wichtiger Akteur im Bereich der Messen, Kongresse, Konzerte, Shows und anderen großen Events und bietet eine Vielzahl von Räumen und Dienstleistungen für unterschiedlichste Veranstaltungen.

## Unternehmen
Das Congress Centrum Saar richtet jährlich rund 500 Veranstaltungen aus. Dazu zählen neben internationalen und regionalen Messen auch Konzerte, Theateraufführungen, Sportereignisse und Firmenveranstaltungen. Zu den bekanntesten Messen gehören die Haus & Garten Messe Saar sowie die Reisen & Freizeit Messe Saar, die beide regelmäßig hohe Besucherzahlen verzeichnen.  Eine eigene Produktion ist das Fastnachtsevent Premabüba..
Das Unternehmen befindet sich zu 80 % im Besitz des Bundeslandes Saarland und zu 20 % im Besitz der Stadt Saarbrücken, wobei die Stadt Saarbrücken vertragsgemäß einen Stimmrechtsanteil vom 25,1 % und somit eine Sperrminorität besitzt.  Die CCS selbst hält Beteiligungen an der TZS Tourismus-Zentrale Saarland GmbH (5 %).
Geschäftsführer ist Michael Hoppstädter, Vorsitzender des Aufsichtsrats ist Ulrich Commerçon.

## Geschichte
Die Gesellschaft wurde 1997 gegründet und beide Hallen, die bis dahin selbständig waren, unter dem Dach der neuen GmbH zusammengeführt. Die Saarlandhalle befand sich vorher im Besitz der Saarland-Sporttoto GmbH, die Congresshalle im Besitz der Stadt Saarbrücken.
Zu den Geschäftsführern zählte von Ende 1996 bis Anfang 1998 Franz Zeithammer, dessen Aktivitäten als Tourismus-Manager (u. a. bei der Völklinger Hütte) zu einem Untersuchungsausschuss und einer Verurteilung wegen Untreue führte.
Trotz eines Jahresumsatzes von rund 2,1 Mio. Euro im Jahr 2009 ergab sich für die CCS in diesem Jahr ein Verlust von 4,4 Millionen Euro. 2011 wollten die Gesellschafter daher nicht mehr mit dem Geschäftsführer Wilfried Blickle zusammenarbeiten. Kommissarische Geschäftsführerin auf unbestimmte Zeit wurde zunächst Stefanie Paul, danach wurden Willy E. Kausch und Ulrich Nierhoff als Geschäftsführer eingesetzt, die jedoch beide ein Jahr später zurücktraten.
2016 war das Congress-Centrum Saar als Regionalpartner Mitveranstalter des Nationalen IT-Gipfels des Bundeswirtschaftsministeriums.